# Audra
Audra – zespó grający dark wave założony w 1991 w Mesie w stanie Arizona (początkowo jako „Audra Pearls”) przez braci Bret i Bart Helm.
Sam Rosenthal, z Projekt Records, został poinformowany o zespole w 1999. Ich muzyka bardzo mu się spodobała, więc zaprosił ich by śpiewali dla Projektu. Wytwórnia jak dotąd nagrała dwa albumy. Członkowie Audry koncertują i nagrywają z własnym zespołem Rosenthal’a Black Tape for a Blue Girl.

## Dyskografia

### Albumy
- Audra (Projekt, 2000)
- Going to the Theatre (Projekt, 2002)

### EP’ki
- Art Sex Religion – (1993)
- Unhappy Till The End – samopublikacja Cassette (1996)
- In A Dark Room... – wydana własnym nakładem (1998)
- Silver Music – wydana własnym nakładem (1999)
- DJ Promo 2003 – 3" CD (2003)

### Single
- 2 Girls In 1 Dress – wydana własnym nakładem (1998)
- Midnight Moon Swing – Projekt Records (2002)

### Kompilacje
- June/July 2000 Sampler CD – Projekt Records (2000)
- Late Summer 2000 Sampler CD – Projekt Records (2000)
- Orphee – Projekt Records (2000)
- Winter 2000 Sampler CD – Projekt Records (2000)
- Only Sorrow – Lee Whipple Records (2000)
- Spring 2001 Sampler CD – Projekt Records (2001)
- Within This Infinite Ocean – Projekt Records (2001)
- Excelsis 3: A Prelude – Projekt Records (2001)
- Excelsis Box Set – Projekt Records (2001)
- Kiss The Night – Cleopatra Records (2002)
- Future Wave Sampler – Dancing Ferret (2002)
- 2002.1 Sampler CD – Projekt Records (2002)
- 2002.2 Sampler CD – Projekt Records (2002)
- 2002.3 Sampler CD – Projekt Records (2002)
- The Arbitrary Width Of Shadows – Projekt Records (2002)
- A Dark Noel – Projekt Records (2002)
- Projekt: Gothic – Projekt Records (2002)
- Romantic Sounds 4 – Zillo Magazine (2002)
- Zilloscope June 2002 Sampler – Zillo Magazine (2002)
- Unquiet Grave Vol. 4 – Cleopatra Records (2003)
- Dark Awakening Vol. 3 – Cop International (2003)
- The Tongue Achieves The Dialect: Tribute to Rozz Williams – Dark Vinyl (2003)
- The New Face Of Goth – Projekt Records (2003)
- 2003.1 Sampler CD – Projekt Records (2003)
- 2003.2 Sampler CD – Projekt Records (2003)
- 2004 Sampler CD – Projekt Records (2004)
- Love’s Shattered Pride: Tribute to Joy Division – Failure to Communicate Records (2005)
- A Dark Cabaret – Cabaret Fortune Teller – Projekt Records (2005)